# NGC 1650
NGC 1650 ist eine cD-Galaxie vom Hubble-Typ E4 im Sternbild Eridanus am Südsternhimmel. Sie ist rund 477 Millionen Lichtjahre von der Milchstraße entfernt und hat einen Durchmesser von etwa 330.000 Lichtjahren.
Im selben Himmelsareal befindet sich u. a. die Galaxie IC 393.
Das Objekt wurde am 12. November 1885 von Francis Leavenworth entdeckt.